# Neto Borges
Neto Borges, né le 13 septembre 1996 à Saubara, est un footballeur brésilien qui évolue au poste d'arrière gauche au Middlesbrough FC.

## Biographie

### Hammarby IF
Passé par quelques petits clubs brésiliens, Neto Borges s'engage en 2018 avec le Hammarby IF, club d'Allsvenskan. Là-bas, il signe un contrat de trois ans et demi avec le club suédois. Le 1er avril 2018, il fait ses débuts en championnat contre l'IK Sirius. Lors de ce match, il est titulaire et joue l'intégralité de la rencontre (victoire 3-1 à domicile). Par la suite, il joue 25 autres matchs d'Allsvenskan et délivre 4 passes décisives.

### KRC Genk
Le 3 janvier 2019, il signe un contrat de trois ans et demi avec le KRC Genk, en Division 1A. Quelques mois plus tard, il devient champion de Belgique avec le club limbourgeois.

### Clermont Foot 63
Le 13 juin 2022, il s'engage avec le Clermont Foot 63 pour deux saisons plus une en option.

## Statistiques
| Saison                | Club                  | Championnat           | Championnat | Championnat | Coupe(s) nationale(s) | Coupe(s) nationale(s) | Compétition(s) continentale(s) | Compétition(s) continentale(s) | Compétition(s) continentale(s) | Total | Total |
| Saison                | Club                  | Division              | M.          | B.          | M.                    | B.                    | Comp.                          | M.                             | B.                             | M.    | B.    |
| 2017                  | Boca Júnior           | Sergipano             | 13          | 0           | -                     | -                     | -                              | -                              | -                              | 13    | 0     |
| Sous-total            | Sous-total            | Sous-total            | 13          | 0           | -                     | -                     | -                              | -                              | -                              | 13    | 0     |
| 2017                  | AO Itabaiana          | Série D               | 5           | 0           | -                     | -                     | -                              | -                              | -                              | 5     | 0     |
| Sous-total            | Sous-total            | Sous-total            | 5           | 0           | -                     | -                     | -                              | -                              | -                              | 5     | 0     |
| 2018                  | Hammarby IF           | Allsvenskan           | 26          | 0           | 3                     | 0                     | -                              | -                              | -                              | 29    | 0     |
| Sous-total            | Sous-total            | Sous-total            | 26          | 0           | 3                     | 0                     | -                              | -                              | -                              | 29    | 0     |
| 2018-2019             | KRC Genk              | Division 1A           | 1           | 0           | -                     | -                     | C3                             | -                              | -                              | 1     | 0     |
| 2019-2020             | KRC Genk              | Division 1A           | 5           | 0           | 1                     | 0                     | C1                             | 1                              | 0                              | 7     | 0     |
| Sous-total            | Sous-total            | Sous-total            | 6           | 0           | 1                     | 0                     | -                              | 1                              | 0                              | 8     | 0     |
| 2020                  | Vasco da Gama         | Série A               | 19          | 0           | 1                     | 0                     | CS                             | 3                              | 0                              | 23    | 0     |
| Sous-total            | Sous-total            | Sous-total            | 19          | 0           | 1                     | 0                     | -                              | 3                              | 0                              | 23    | 0     |
| 2021-2022             | CD Tondela (prêt)     | Primeira Liga         | 29          | 1           | 6                     | 2                     | -                              | -                              | -                              | 35    | 3     |
| Sous-total            | Sous-total            | Sous-total            | 29          | 1           | 6                     | 2                     | -                              | -                              | -                              | 35    | 3     |
| 2022-2023             | Clermont Foot 63      | Ligue 1               | 31          | 2           | 1                     | 0                     | -                              | -                              | -                              | 32    | 2     |
| Sous-total            | Sous-total            | Sous-total            | 31          | 2           | 1                     | 0                     | -                              | -                              | -                              | 32    | 2     |
| Total sur la carrière | Total sur la carrière | Total sur la carrière | 129         | 3           | 12                    | 2                     | -                              | 4                              | 0                              | 145   | 5     |

## Palmarès

### En club
| Atlético Tubarão - Coupe de Santa Catarina (1) : - Vainqueur en 2017. |  | KRC Genk - Championnat de Belgique (1) : - Champion en 2019. |